# Lỗ đen siêu nhỏ
Lỗ đen siêu nhỏ, hay còn gọi là lỗ đen vi mô hoặc lỗ đen cơ học lượng tử, là những lỗ đen có kích thước siêu nhỏ (<1 M☉), trong đó, các hiệu ứng cơ học lượng tử đóng một vai trò quan trọng. Khái niệm rằng các lỗ đen có thể nhỏ hơn khối lượng của sao được đưa ra vào năm 1971 bởi Stephen Hawking.
Có thể những lỗ đen như vậy được tạo ra trong môi trường mật độ cao của vũ trụ sơ khai. Chúng có thể được quan sát bởi các nhà vật lý thiên văn thông qua các hạt được dự kiến sẽ phát ra bởi bức xạ Hawking.

## Khối lượng tối thiểu của lỗ đen
Trong một suy đoán ban đầu, Stephen Hawking đã phỏng đoán rằng một lỗ đen sẽ không hình thành với khối lượng nhỏ hơn khoảng 10−8 kg (xấp xỉ khối lượng Planck). Điều cần để tạo ra một lỗ đen là phải tập trung khối lượng hoặc năng lượng đủ để vận tốc thoát khỏi vùng tập trung của nó vượt quá vận tốc ánh sáng.